# Aliphera luctuosa
Aliphera luctuosa är en insektsart som först beskrevs av Maximilian Spinola 1839.  Aliphera luctuosa ingår i släktet Aliphera och familjen lyktstritar. Inga underarter finns listade i Catalogue of Life.